# The End of an Ear
The End of an Ear es el álbum debut del compositor inglés Robert Wyatt.

## Lista de canciones
Compuestas por Robert Wyatt; excepto donde se indica:
1. "Las Vegas Tango Part 1 (Repeat)" (Gil Evans)
2. "To Mark Everywhere"[2]
3. "To Saintly Bridget"
4. "To Oz Alien Daevyd and Gilly"
5. "To Nick Everyone"
6. "To Caravan and Brother Jim"
7. "To the Old World (Thank You For the Use of Your Body, Goodbye)"
8. "To Carla, Marsha and Caroline (For Making Everything Beautifuller)"
9. "Las Vegas Tango Part 1" (Gil Evans)

## Personal
- Robert Wyatt - Batería, Voz, Piano, Órgano
- Neville Whitehead - Bajo
- Mark Charig - Cornet
- Elton Dean - Saxofón alto, Saxello
- Mark Ellidge - Piano
- Cyrille Ayers - Percusión
- David Sinclair - Órgano